# Joniec (gmina)
Joniec (daw. gmina Szumlin) – gmina wiejska w województwie mazowieckim, w powiecie płońskim. W latach 1975–76 i 1982–98 gmina położona była w województwie ciechanowskim.
Siedziba gminy to Joniec.
Według danych z 30 czerwca 2004 gminę zamieszkiwało 2620 osób.

## Historia
Gmina powstała 1 stycznia 1973 w województwie warszawskim w powiecie płońskim. 1 lipca 1976 roku gmina została zniesiona, a jej obszar włączono do gmin:
- Nasielsk (sołectwa Adamowo, Andzin, Borkowo, Cieksyn i Dobra Wola oraz część obszaru sołectwa Nowa Wrona położonego na południe od drogi Przyborowice-Nasielsk),
- Nowe Miasto (sołectwa Joniec, Joniec-Kolonia, Józefowo, Krajęczyn, Królewo, Omięciny, Osiek, Popielżyn Górny, Popielżyn-Zawady, Sobieski i Szumlin),
- Płońsk (sołectwa Krępica i Soboklęszcz),
- Załuski (sołectwa Karolinowo, Ludwikowo, Proboszczewice i Stara Wrona oraz część obszaru sołectwa Nowa Wrona położonego na północ od drogi Przyborowice-Nasielsk).

Gminę reaktywowano 1 października 1982 o zmienionych granicach (mniejszy obszar):
- z gminy Nasielsk: sołectwo Adamowo,
- z gminy Nowe Miasto: sołectwa Joniec, Joniec-Kolonia, Józefowo, Krajęczyn, Królewo, Omięciny, Osiek, Popielżyn Górny, Popielżyn-Zawady, Sobieski i Szumlin,
- z gminy Załuski: sołectwa Ludwikowo-Proboszczewice i Stara Wrona oraz część obszaru sołectwa Nowa Wrona o powierzchni 466 ha.

Tak więc w skład reaktywowanej gminy Joniec nie weszły sołectwa Andzin, Borkowo, Cieksyn i Dobra Wola oraz część obszaru sołectwa Nowa Wrona z gminy Nasielsk, sołectwa Krępica i Soboklęszcz z gminy Płońsk oraz sołectwo Karolinowo z gminy Załuski.
1 stycznia 1984 do gminy Joniec dołączono jeszcze sołectwo Soboklęszcz z gminy Płońsk, należące w latach 1973–76 do gminy Joniec.

## Struktura powierzchni
Według danych z roku 2002 gmina Joniec ma obszar 72,64 km², w tym:
- użytki rolne: 74%
- użytki leśne: 19%

Gmina stanowi 5,25% powierzchni powiatu.

## Demografia

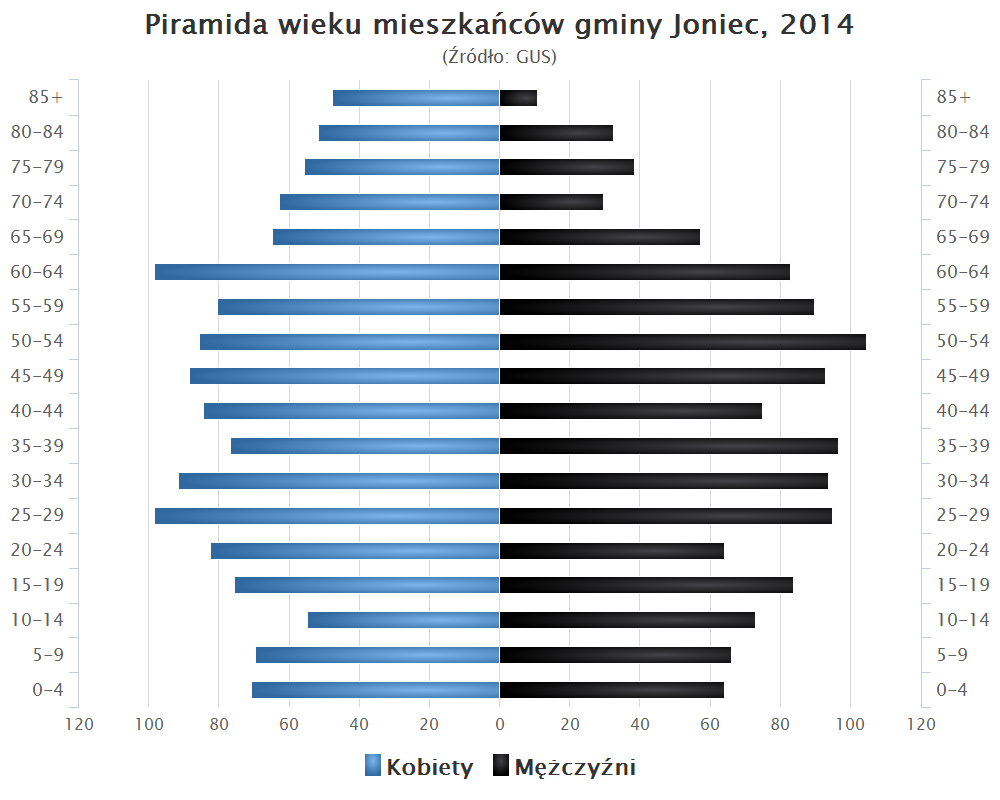
Piramida wieku mieszkańców gminy Joniec w 2014 roku

Dane z 30 czerwca 2004:
| Opis                              | Ogółem | Ogółem | Kobiety | Kobiety | Mężczyźni | Mężczyźni |
| --------------------------------- | ------ | ------ | ------- | ------- | --------- | --------- |
| jednostka                         | osób   | %      | osób    | %       | osób      | %         |
| populacja                         | 2620   | 100    | 1341    | 51,2    | 1279      | 48,8      |
| gęstość zaludnienia (mieszk./km²) | 36,1   | 36,1   | 18,5    | 18,5    | 17,6      | 17,6      |

## Sołectwa
Adamowo, Joniec, Joniec-Kolonia, Józefowo, Krajęczyn, Królewo, Ludwikowo, Nowa Wrona, Omięciny, Osiek, Popielżyn Górny, Popielżyn-Zawady, Proboszczewice, Sobieski, Soboklęszcz, Stara Wrona, Szumlin.
Miejscowości podstawowe bez statusu sołectwa to Omięciny, Proboszczewice-Kolonia i Wkra.

## Sąsiednie gminy
Nasielsk, Nowe Miasto, Płońsk, Sochocin, Zakroczym, Załuski